# Tribu de Joseph
D'après le récit de la Bible, les descendants de Joseph par ses deux fils ont donné deux tribus d'Israël : les tribus d'Éphraïm et de Manassé.

## Symboles de la tribu de Joseph
Son symbole représente des épis de blé ou des gerbes de blé, car cette céréale est très présente dans son histoire : rêves des gerbes de blé, rêve des sept épis, c'est également le blé qu'il a amassé dans des silos pendant les sept vaches grasses. Il est également représenté par un arbre fruitier (palmier dattier ou cep de vigne portant des grappes) en référence au verset Genèse 49,22 : « Joseph, un plant fécond au bord d'une source ». On trouve aussi des éléments typiquement égyptiens comme une pyramide ou encore un taureau et un buffle en référence au verset biblique Deut. 33,17 : « Premier né du taureau, à lui la splendeur ! Cornes de buffle, ses cornes ! » ou un arc en référence au verset Genèse 49:24 : « Mais son arc est demeuré ferme ».
Joseph est le onzième fils d'Israël. La pierre précieuse associée à Joseph sur le pectoral du grand prêtre est l'onyx (שֹׁהַם Exode 28:20), qui est une pierre à rayures noires et blanches ou brunes et blanches.

épis de blé
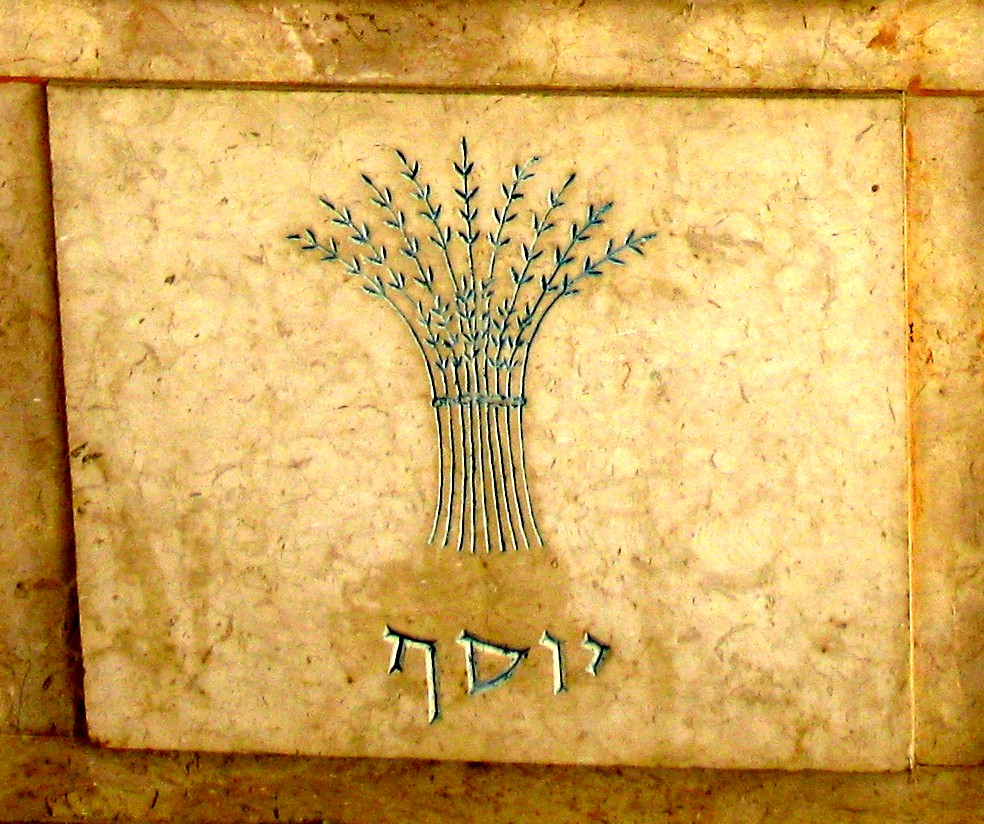
gerbe de blé
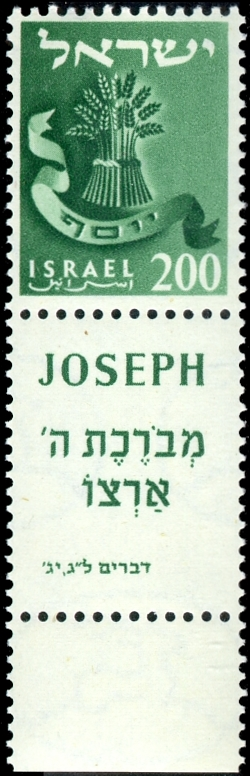
gerbe de blé
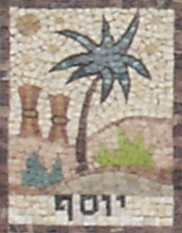
gerbes de blé et palmier
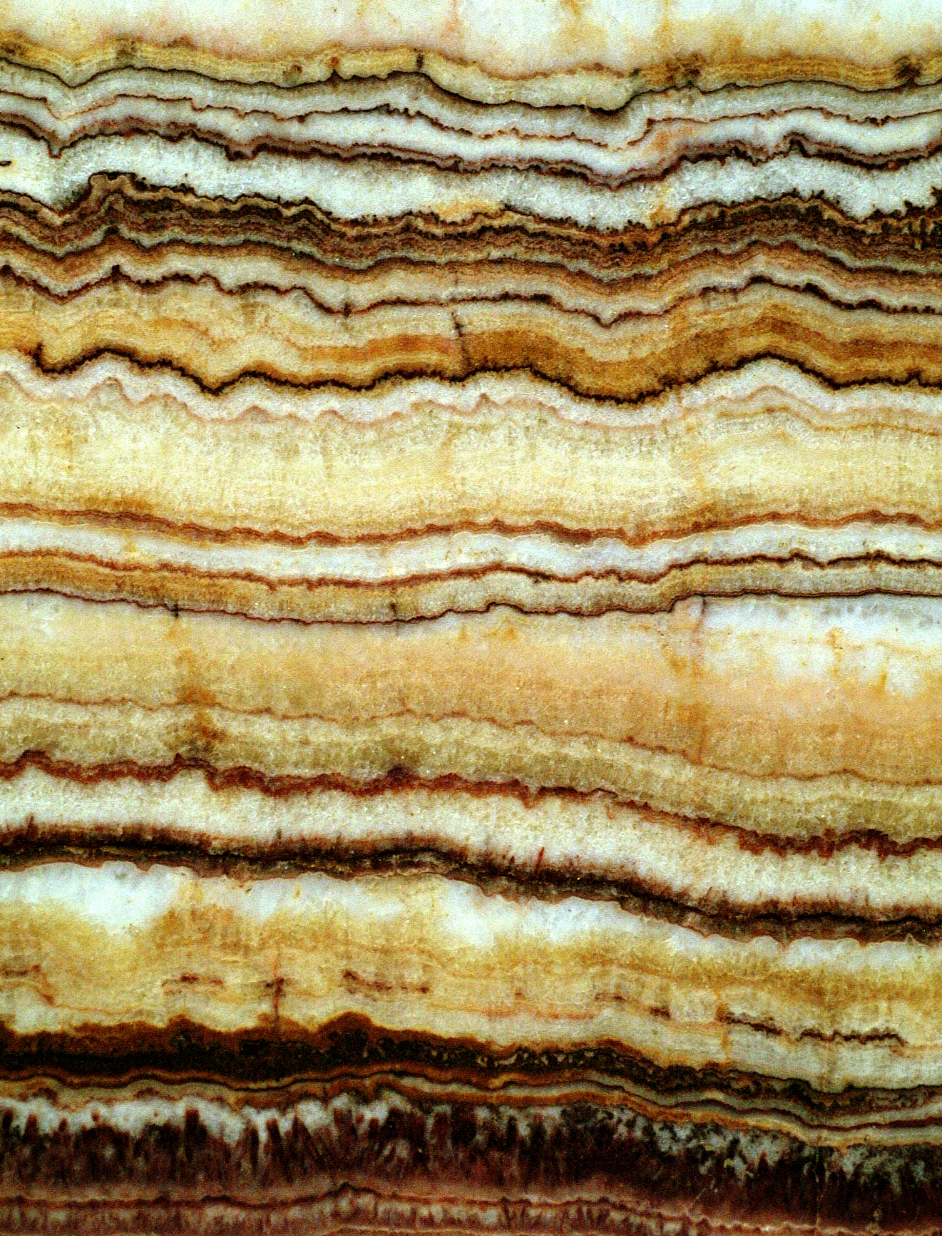
Onyx
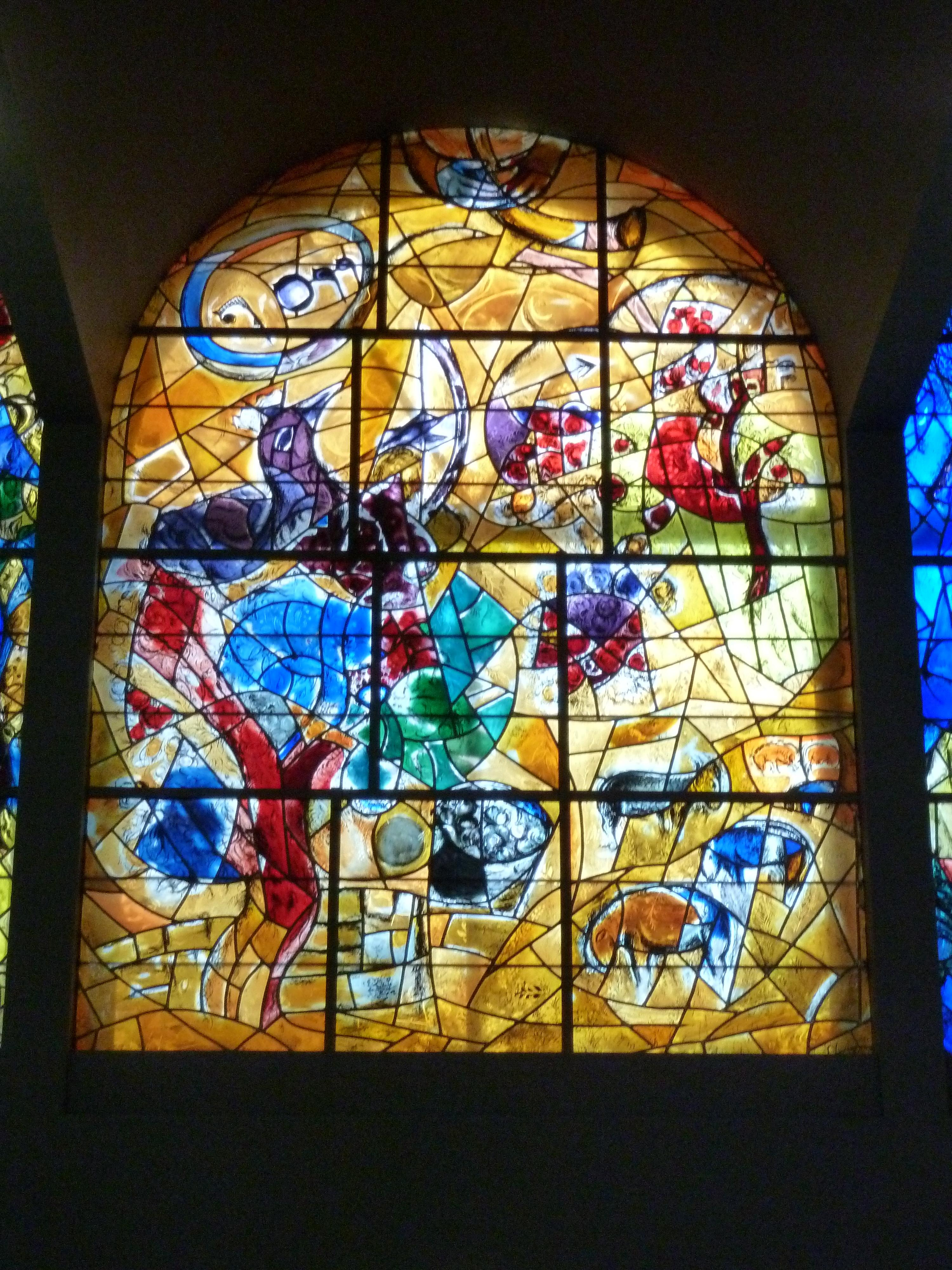
vitrail de Chagall consacré à la tribu de Joseph
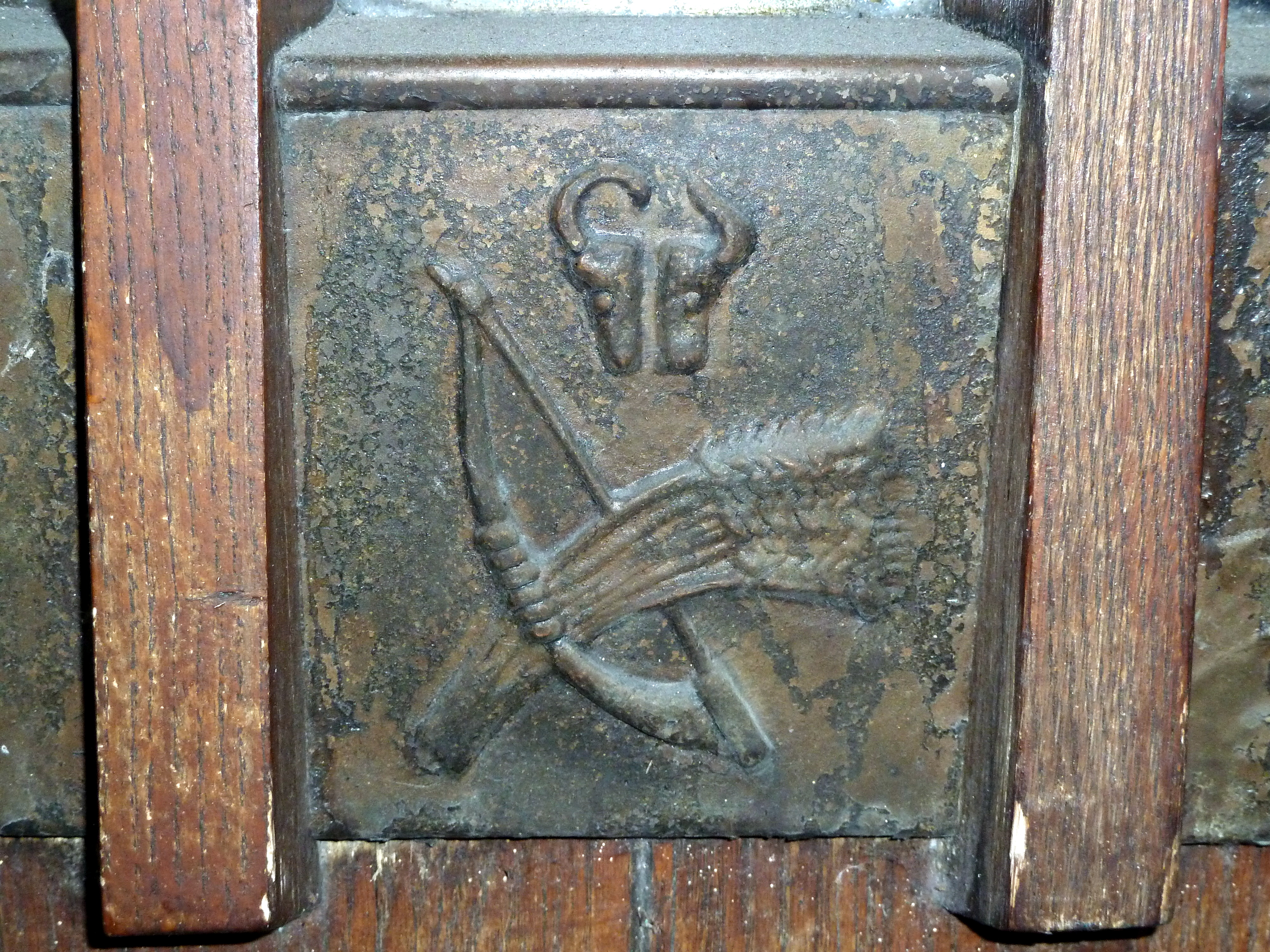
arc, gerbe de blé et taureau + buffle